# John Dillinger

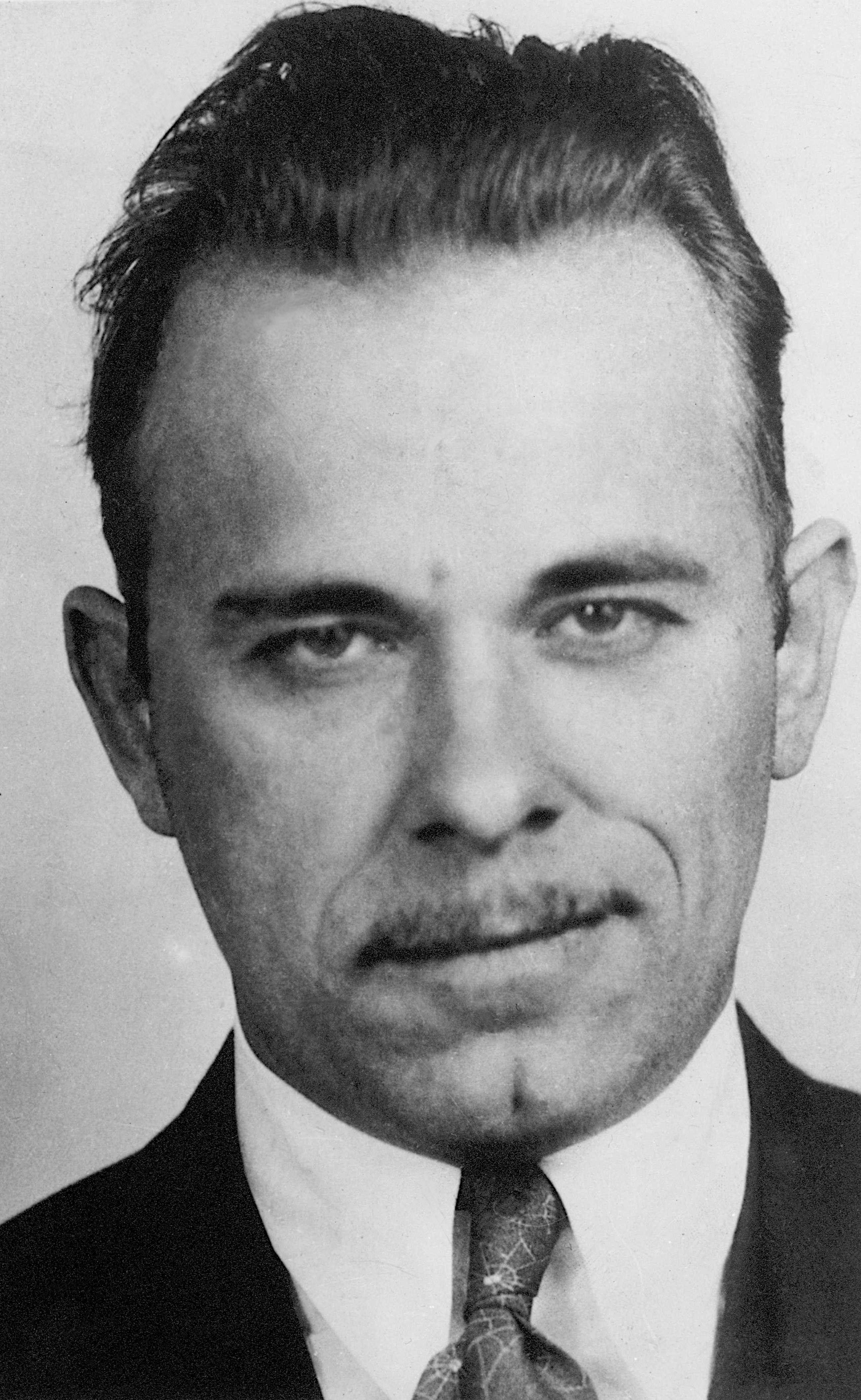
John Dillinger

John Herbert Dillinger (Indianapolis, 22 juni 1903 – Chicago, 22 juli 1934) was een beruchte Amerikaanse crimineel, maar sommigen zagen hem als een moderne versie van Robin Hood. Dillinger leefde in dezelfde tijd als Bonnie en Clyde en Ma Barker en de media stonden in die dagen bol van de verhalen over deze criminelen. Deze aandacht (de jaren 1931 - 1935 worden ook wel het "Public Enemy-tijdperk" genoemd) leidde tot de oprichting van de FBI.

## Biografie
John Dillinger werd geboren in Indianapolis, Indiana en groeide op in het nabij gelegen Mooresville. In 1923 sloot hij zich aan bij de marine, maar hij deserteerde al na enkele maanden. Hij keerde terug naar Indiana, trouwde en probeerde een modaal bestaan op te bouwen. Hij had echter moeite met het houden van werk en ook zijn huwelijk liep stuk. In 1923 overviel Dillinger de plaatselijke kruidenier. Hij werd snel gearresteerd en veroordeeld tot tien jaar cel. Verbaasd als hij was over de strenge straf, verbitterde hij in de cel.
Van medegevangenen leerde Dillinger veel over criminaliteit. In 1933 werd hij vrijgelaten, maar hij keerde al snel terug in de gevangenis nadat hij banken ging beroven. Op 3 maart 1934 ontsnapte Dillinger uit de gevangenis door gebruik te maken van een houten pistool dat met schoensmeer zwart was gemaakt. Eenmaal buiten de gevangenis ging Dillinger wederom banken beroven. Hij werd tot Public Enemy Number One verklaard door justitie en er werd een beloning van 10.000 dollar uitgeloofd voor zijn arrestatie. 
Op 22 juli 1934 bezocht John Dillinger de film Manhattan Melodrama in een bioscoop in Chicago samen met zijn vriendin Polly Hamilton en Anna Sage. Sage, die uitzetting boven het hoofd hing, had de politie echter getipt. Toen Dillinger de bioscoop verliet, opende de politie het vuur. Dillinger kwam na drie schoten om het leven. Eén kogel ging naar binnen via zijn nek en kwam door zijn wang naar buiten.

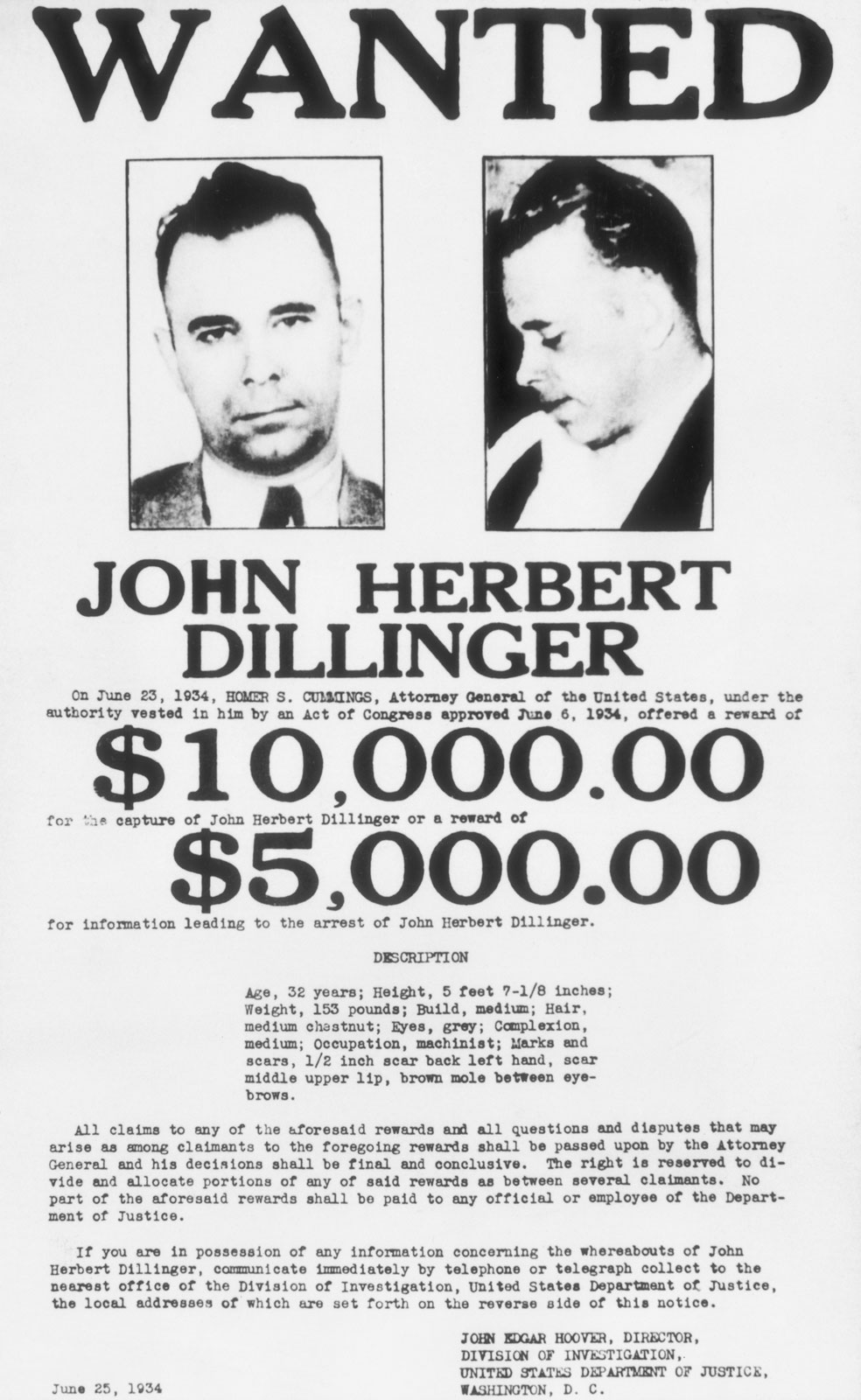
Raambiljet van de FBI

## Legende
De leden van de "John Dillinger Died for You Society" komen op 22 juli nog steeds bijeen bij de bioscoop om gezamenlijk de laatste wandeling van John Dillinger te lopen. Een doedelzakspeler, die Amazing Grace speelt, gaat de stoet voor.
Er zijn twijfels of het echt John Dillinger was die bij de schietpartij op 22 juli 1934 om het leven kwam. Sommige mensen die het lichaam hadden gezien beweerden achteraf hem niet te herkennen. Ook het autopsie-rapport bevatte enkele onduidelijkheden, zoals:
- Geen van zijn littekens werd vermeld (John Dillinger werd door zijn zus geïdentificeerd aan de hand van een litteken op zijn been dat hij als kind opliep).
- Het lichaam had bruine ogen, John Dillinger had grijze ogen (later is men aan gaan nemen dat de lijkschouwer hier een fout gemaakt heeft - door de verwondingen aan Dillingers hoofd zijn zijn ogen waarschijnlijk verkleurd).
- Het lichaam toonde verschijnselen van kinderziektes die Dillinger nooit had gehad (ook dit lijkt een fout in het autopsierapport - de ziekteverschijnselen waren volgens een andere arts niet afkomstig van kinderziektes, maar van hartproblemen, die Dillinger had).

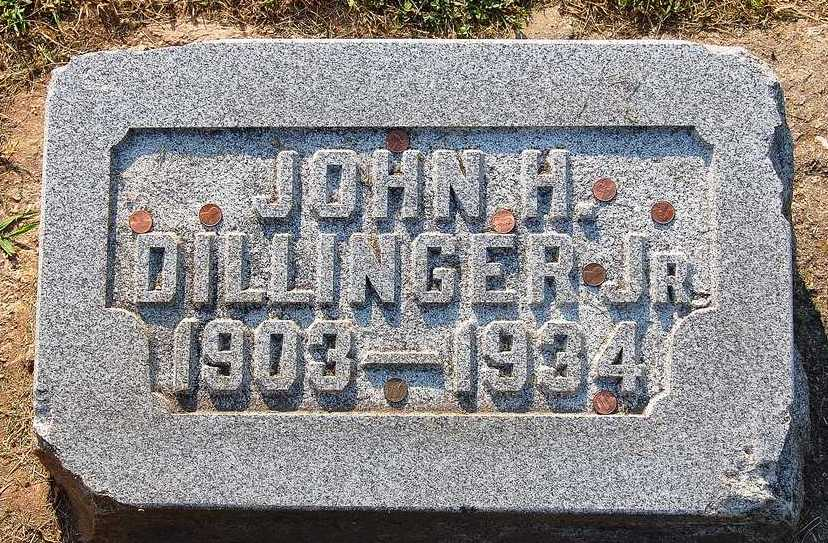
Graf van John Dillinger

In 1969 ontving een lokale krant in Indianapolis een brief van een persoon die beweerde John Dillinger te zijn. Bij de brief was een foto gevoegd, waarop een oude Dillinger te zien was. Maar de FBI noemde de brief een vervalsing: van het dode lichaam waren meerdere malen vingerafdrukken genomen die een persoonsverwisseling uitsloten.
Een andere legende rondom John Dillinger is dat hij een enorm grote penis had. Deze legende werd veroorzaakt door een foto van zijn lichaam die na zijn dood in de kranten verscheen. Op deze foto is onder een laken een grote bult te zien, die in werkelijkheid werd veroorzaakt door zijn arm die stijf geworden was door de rigor mortis.

## Media
De film Public Enemies uit 2009 gaat over John Dillinger. Dillinger wordt hierin vertolkt door Johnny Depp.